# بروموديس
 بروموديس  مجموعة فرنسية قديمة متخصصة في السوبرماركت.